# Иудейское царство
Иуде́йское ца́рство (ивр. מַלְכוּת יְהוּדָה‎, Малхут Ехуда) или Иудея (ивр. יְהוּדָה‎) — одно из двух иудейских государств (Южное царство) со столицей в Иерусалиме. Возникло в X веке до н. э. после распада Израильского царства Давида и Соломона. Включало в себя земли колена Иуды, колена Симеона, и половину колена Вениамина.

## Период Южного царства
После смерти царя Соломона (932—928 до н. э.), царство было разделено. Десять колен (племен) образовали Северное царство, которое получило название Израиль со столицей сначала в Тирце, затем в Самарии. Его первым царём был оппозиционный режиму Соломона царь Иеровоам I.
В 730-е годы до н. э. царь Северного Израильского царства Факей напал на Иудейское царство, забрал множество пленных, но по убеждению пророка Одеда возвратил им свободу. Факей и Рецин (Резон), царь сирийский, заключив между собой союз, задумали низложить иудейского царя Ахаза и на престол Давидов возвести некоего сына Тавеилова, но не могли исполнить своего намерения и должны были отступить от Иерусалима. Находясь в стеснённых обстоятельствах, Ахаз обратился к ассирийскому царю Тиглатпаласару с просьбой помочь ему против врагов. Тиглатпаласар III покорил Дамаск, завоевал несколько северных городов израильского царства, Галаад, Галилею и всю землю Неффалимову и жителей отвёл в плен в Ассирию (4Цар. 15:29).
Северное царство просуществовало свыше 200 лет, и было уничтожено Ассирией в 721 году до н. э. Южное царство — Иудея, первым царём которого был сын Соломона Ровоам (Рехавам), со столицей в Иерусалиме просуществовало свыше 300 лет и было уничтожено Вавилоном в 586 году до н. э.

## Вавилонское пленение (586—537 до н. э.)
Вавилонский плен послужил первым шагом к распространению чистого монотеизма среди языческих народов, так как именно с этого времени начался процесс иудейского рассеяния, имевший важное значение для подготовки языческого мира к христианству. Спустя 70 лет в силу указа персидского царя Кира II, сломившего могущество Вавилона, иудеи получили возможность возвратиться на свою землю и построить новый Храм в Иерусалиме.

## Иудея под персидским владычеством (537—332 до н. э.)
С падением Нововавилонского царства (539) и возникновением Персидской империи, включившей в свои пределы все важнейшие центры древнего мира — в Месопотамии, Малой Азии и Египте, — часть евреев возвратилась в Иудею, где ими был восстановлен Храм и возрождён религиозный центр в Иерусалиме, вокруг которого возобновилась государственная и этническая консолидация евреев. Персидские цари официально признали право евреев жить по законам праотцев, запечатлённым в Торе.
С этого времени начинает складываться доминирующая модель этнического развития евреев, включающая символический и культурный центр в Израиле и обширную диаспору. Возникнув первоначально в Месопотамии и Египте, с конца 1-го тысячелетия до н. э. диаспора охватывает Северную Африку, Малую Азию, Сирию, Иран, Кавказ, Крым, Западное Средиземноморье.

## Иудея под греческим владычеством (332—167 до н. э.)
После разрушения персидской монархии Александром Македонским Земля Израиля (Иудея) сначала была подчинена Птолемеям в Египте (320—201 до н. э.), затем Селевкидам в Сирии. В эту эпоху в еврейскую среду проникает греческая культура. Высшие классы усваивают греческие нравы и обычаи, наряду с древнееврейским и арамейским распространяется также древнегреческий язык (койне). Одновременно среди евреев распространяются три философских и религиозных течения. Наиболее популярным является учение фарисеев, учителей-ревнителей закона. Путём толкований они стремятся приспособить основы Моисеева законодательства к новым условиям жизни, а также оградить чистоту еврейского вероучения и ритуала от языческого и в особенности эллинского влияния. Другого направления держались саддукеи, представители священнических и аристократических классов. Не допуская никаких толкований закона, они требовали от народа слепого исполнения обрядов. Третье направление заключалось в удалении от мирской суеты, в искании спасения в простой суровой жизни. Представителями этого течения были ессеи, родоначальники христианского аскетизма.
Рассеяние евреев по всем странам Востока и Запада началось за три столетия до нашей эры. Кроме обширных еврейских колоний в Месопотамии и Персии, Бактрии и Армении, со времени вавилонского пленения, в эпоху господства в Палестине Птолемеев образовалась очень многочисленная колония евреев в Египте (Александрии и др.), где в городе Гелиополе был воздвигнут храм Ония, соперничавший с Иерусалимским. Во II веке до н. э. появились колонии евреев в Риме и некоторых приморских городах западного Средиземноморья.

### Освободительные войны Хасмонеев (167—140 до н. э.)
С переходом евреев под сирийское владычество начались при Антиохе Епифане жестокие гонения на еврейский культ и стремление насильственно эллинизировать евреев. В целях национальной самообороны среди евреев, под предводительством священника Маттафии и его сыновей (Маккавеев), возникло восстание (165—141 до н. э.) против македонян-греков-сирийцев, закончившееся освобождением Иудеи из-под власти Сирии. В 141 году до н. э. освобождённая Иудея провозгласила правителем сына Маттафеи, Симона (Шимона), родоначальника хасмонейской династии.

## Хасмонейское царство (140—37 до н. э.)
Еврейское восстание не только отстояло религиозную независимость Иудеи, но и привело к созданию независимого Хасмонейского царства (164—37 до н. э.) со столицей в Иерусалиме.
В это время эллинизированные группы и нееврейские семитские народы Негева и Заиорданья влились в состав еврейского народа.
Преемником Симона был его сын Иоанн-Гиркан (135—106 до н. э.), соединивший в своём лице царский титул и сан первосвященника. Потомки его были уже далеки от традиций эпохи национального подъема первых Маккавеев и всецело поддались влиянию эллинской культуры. После Иоанна-Гиркана царствовали его сыновья Аристобул (106—105 до н. э.) и Александр-Яннай (105—79 до н. э.). Последнему наследовала его супруга, Саломея Александра (79—70 до н. э.).
В 63 году до н. э. вспыхнула распря между сыновьями Саломеи, Гирканом II и Аристобулом II, в результате которой был призван третейским судьёй римский полководец Помпей, взявший Иерусалим и обративший Иудею в этнархию, входившую в состав римской провинции Сирии и находившуюся под управлением Гиркана. В 40 году до н. э. Антигон, младший сын Аристобула, стал при помощи парфян царём.
В 4 году до н. э. Иудейское царство было разделено на Иудею, Самарию, Галилею и Перею (Заиорданье). С 70 года Иудея лишилась автономного статуса и была превращена в римскую провинцию.

## Иудея под властью Римской империи
После смерти Ирода Великого произошло распределение территории царства между его сыновьями. Галилея и Заиордания были отданы Ироду Антипе; земли к северу от них — Ироду Филиппу; а Иудея с Самарией — Архелаю, который должен был со временем унаследовать и титул царя. Однако Ирод Архелай вызывал неудовлетворение как у евреев, так и у римлян, и император Август сместил его в шестом году нашей эры, передав власть над Иудеей римскому прокуратору. С политической точки зрения Галилея и Иудея были хотя и подвластными Риму, однако полностью отдельными государствами.
Во времена Иисуса Христа Галилеей правил Ирод Антипа (с 4 до н. э. по 39 н. э.), а Иудеей — Понтий Пилат (с 26 по 36 н. э.). Согласно Евангелию отсюда происходило распространение раннего христианства.
При Ироде Агриппе I Иудея была снова объединена и достигла своего прежнего размера.

## Исследования
В настоящее время на территории бывшего Иудейского царства образованы национальные парки Израиля, один из парков — Бейт-Гуврин-Мареша, хранит историю, связанную с важнейшими городами Иудейского царства.